# Francesco Sabatucci
Francesco Sabatucci, nome di battaglia prima "Cirillo" successivamente "Franco" (Bologna, 22 febbraio 1921 – Padova, 19 dicembre 1944), è stato un partigiano italiano, medaglia d'oro al valor militare alla memoria.

## Biografia
Arruolato nel 1941, è inviato in Jugoslavia dove si trova l'8 settembre 1943. Si unisce in un primo momento alle formazioni partigiane iugoslave.
Nel 1944 è nel Vicentino come comandante della brigata Mazzini nelle Brigate Garibaldi, e con soli sette uomini attacca il ponte a Ponte della Priula, nel Trevigiano.
Durante i rastrellamenti sul Pian del Cansiglio del 1944 delle forze nazifasciste riesce dopo 5 giorni di estenuanti combattimenti a far uscire dalla sacca la brigata "Mazzini". Per le sue capacità gli viene dato il comando della brigata Garibaldi "Padova". Purtroppo è tradito e catturato il 19 novembre 1944. Un mese dopo è ucciso in via Configliachi, mentre tenta la fuga. In suo onore la brigata  "Padova" prende il nome di "Francesco Sabatucci".

## Onorificenze

### Riconoscimenti
- Bologna, Padova e Treviso gli hanno dedicato una via
- Nel 2005 è andato in scena Corri Francesco Corri, per la regia di Pierantonio Rizzato e Silvia Collazuol, al Piccolo Teatro di Padova.